# Moritz Thausing

Moritz Thausing

Moritz (recte Moriz) Thausing (* 3. Juni 1838 auf Schloss Tschischkowitz in Böhmen; † 11. August 1884 in Leitmeritz) war ein österreichischer Kunsthistoriker.

## Leben
Der Sohn des Amtsdirektors von Schloss Tschischkowitz, Julius Thausing und dessen Ehefrau Eleonora geb. Mayer, begann seine wissenschaftliche Laufbahn als Germanist und Historiker. Er studierte zunächst in Prag und ging 1858 nach Wien an das Österreichische Institut für Geschichtsforschung. Dort kam er mit Rudolf Eitelberger in Kontakt, der seit 1852 die erste Lehrkanzel für Kunstgeschichte an der Universität Wien innehatte. Unter dessen Einfluss wandte sich Thausing der Kunstforschung zu. 1862 erhielt er eine Anstellung als Bibliotheksassistent an der Akademie der bildenden Künste Wien, wo er auch Vorlesungen in allgemeiner Welt- und Kulturgeschichte hielt. 
1864 vermittelte ihn Eitelberger an die Graphische Sammlung Albertina, die er ab 1868 leitete, ab 1876 formell im Rang des Direktors. Seit 1873 war er, ebenfalls dank Eitelbergers Fürsprache, außerordentlicher Professor für Kunstgeschichte an der Universität und wurde 1879 zum zweiten Ordinarius ernannt. Die Académie royale des Sciences, des Lettres et des Beaux-Arts de Belgique (Classe des Beaux-Arts) nahm ihn 1883 als assoziiertes Mitglied auf.
Eine progressive psychische Erkrankung überschattete seine letzten Lebensjahre. Als er 1883 die interimistische Leitung des neu gegründeten Istituto Austriaco di studi storici in Rom übernahm, verschlechterte sich sein Gesundheitszustand drastisch. Nach einer vorübergehenden Einweisung in eine Heilanstalt fand er während eines Genesungsaufenthaltes in seiner Heimat den – wahrscheinlich gesuchten – Tod durch Ertrinken in der Elbe.

## Wirken
In methodischer Hinsicht spielte Thausing eine entscheidende Rolle für die Entwicklung einer autonomen Kunstwissenschaft. Hatte sein Mentor Eitelberger noch ganz im Geist des Historismus nach dem Gleichgewicht von historischer Forschung und ästhetischem Kunstgenuss getrachtet, so forderte Thausing die völlige Trennung von Kunstgeschichte und Ästhetik. Aufgabe des Kunsthistorikers sei allein die Feststellung der aus dem Kunstwerk zu erschließenden Fakten, nicht aber ein wertendes Geschmacksurteil. Beispielgebend schien ihm dafür die sogenannte „Experimentalmethode“ des italienischen Naturwissenschaftlers und Kunstkenners Giovanni Morelli, den er als seinen „fratello in Raffaele“ (Bruder in Raffael) verehrte. Dieser hatte ein akribisches Verfahren entwickelt, um aus physiognomischen Detailformen in einem Gemälde den Künstler zu bestimmen. So unzulänglich dieses Vorgehen war, stellte es doch einen ersten Ansatz zur vergleichenden Stilanalyse dar, die zur Grundlage der modernen Kunstwissenschaft wurde. Endgültig vollzogen wurde dieser Schritt von Thausings Schülern Franz Wickhoff und Alois Riegl, den wohl bedeutendsten Vertretern der Wiener Schule der Kunstgeschichte.

## Werke (Auswahl)
- Das natürliche Lautsystem der menschlichen Sprache. Leipzig 1863
- Anmerkungen zu den Dürerhandschriften des Britischen Museums. In: Jahrbücher der Kunstwissenschaft (A. von Zahn, Hrsg.), Band 1, Leipzig 1868, S. 183–184 (online). (Kommentar zu Albert von Zahns Aufsatz: Die Dürer-Handschriften des Britischen Museums, ebenda, S. 1–22, online).
- Dürers Briefe, Tagebücher und Reime, Wien 1872
- Die Votivkirche in Wien, Wien 1879
- Le livre d'esquisses de J. J. Callot, Wien 1881
- Dürer. Geschichte seines Lebens und seiner Kunst, 2 Bde., Leipzig 1876, ²1884
- Wiener Kunstbriefe, Leipzig 1884